# Норден, Лиза
Лиза Норден (швед. Lisa Nordén; род. 24 ноября 1984 года, Кристианстад) — шведская триатлонистка, чемпионка мира, призёр Олимпийских игр.
Родилась 24 ноября 1984 года в городе Кристианстад. В детстве занималась конным спортом выбрав конное троеборье. В 2000 году впервые попробовала себя в триатлоне. В 2002 году после травмы своего коня, ушла из конного спорта по причине отсутствия у семьи денег на приобретение новой элитной лошади. Сосредоточилась на занятиях триатлоном. В 2007 году выиграла кубок мира среди юниоров (U23).
В 2008 году дебютировал во взрослом спорте. На чемпионате Европы заняла 3-е место. На чемпионате мира стала двадцатой. Благодаря хорошим результатам прошла отбор в шведскую сборную на Олимпийские игры в Пекине, где показала 18-й результат. В этом же году стала чемпионкой Швеции.
В 2009 году впервые выиграла этап чемпионата мировой серии в Иокогаме, по итогам года стала обладательницей серебряной награды чемпионата мира (с 2009 года победитель чемпионата мировой серии стал получать титул чемпиона мира).
В сезоне 2010 года получила травму спины на восстановление от которой ушла первая часть сезона, однако несмотря на этот факт стала бронзовым призёром чемпионата Европы в Ирландии. Позже, благодаря победе на этапе чемпионата мировой серии в Гамбурге в июле и второму месту на этапе в Кицбюэле в августе, расположилась третье в итоговом протоколе и получила бронзовую награду чемпионата мира.
В 2012 году на Олимпийских играх в Лондоне спортсменка завоевала серебряную награду, уступив победительнице швейцарке Николе Шпириг на финише лишь 0,009 секунды, определённые фотофинишем. В августе и сентябре 2012 года она выиграла два этапа чемпионата мировой серии и в итоге стала чемпионкой мира.
В 2012 году была признана лучшем спортсменом Швеции и получила золотую медаль учреждаемую изданием Svenska Dagbladet.
В 2016 году приняла участие в третьих для себя Олимпийских играх, где показала 16-й результат.
Проживает в Стокгольме.

## Подиумы на этапах Мировой серии
| Сезон | Дата        | Позиция | Место проведения | Время   |
| ----- | ----------- | ------- | ---------------- | ------- |
| 2009  | 31 мая      | Серебро | Мадрид           | 2:05:59 |
| 2009  | 25 июля     | Золото  | Гамбург          | 1:57:06 |
| 2009  | 15 августа  | Серебро | Лондон           | 1:54:26 |
| 2009  | 22 августа  | Золото  | Иокогама         | 1:55:55 |
| 2009  | 13 сентября | Серебро | Голд-Кост1       | 1:59:19 |
| 2010  | 17 июля     | Золото  | Гамбург          | 1:53:53 |
| 2010  | 14 августа  | Серебро | Кицбюэль         | 2:03:06 |
| 2012  | 23 июля     | Серебро | Кицбюэль         | 2.05:40 |
| 2012  | 25 августа  | Золото  | Стокгольм2       | 1:00:36 |
| 2012  | 29 сентября | Золото  | Иокогама         | 1:59:07 |

1 Суперфинал серии
2 Спринтерская дистанция